# パーシー・フリーク (第2代準男爵)
第2代準男爵サー・パーシー・フリーク（英語: Sir Percy Freke, 2nd Baronet、1700年4月30日 – 1728年4月10日）は、アイルランド王国の政治家。

## 生涯
初代準男爵サー・ラルフ・フリークとエリザベス・ミード（Elizabeth Meade、1750年10月6日没、初代準男爵サー・ジョン・ミードの娘）の息子として、1700年4月30日に生まれた。1717年に父が死去すると、準男爵位を継承した。1717年11月27日にオックスフォード大学クライスト・チャーチに入学、1721年5月8日にM.A.の学位を修得した。
1721年から1728年までボルティモア選挙区の代表としてアイルランド庶民院議員を務めた。
1728年4月10日にダブリンで死去、生涯未婚だったため弟ジョン・レッドモンドが準男爵位を継承した。